# Gentianopsis macounii
Gentianopsis macounii là một loài thực vật có hoa trong họ Long đởm. Loài này được (Holm) H.H.Iltis mô tả khoa học đầu tiên năm 1965.